# Múcsony
Múcsony ist eine ungarische Großgemeinde im Kreis Kazincbarcika im Komitat Borsod-Abaúj-Zemplén.

## Geografische Lage
Múcsony liegt in Nordungarn, 20 Kilometer nordwestlich des Komitatssitzes Miskolc und grenzt unmittelbar nordöstlich an die Kreisstadt Kazincbarcika. Nachbargemeinden sind Szuhakálló, Izsófalva, Rudolftelep, Edelény und Sajószentpéter.

## Geschichte
Im Jahr 1913 gab es in der damaligen Kleingemeinde 322 Häuser und 1405 Einwohner auf einer Fläche von 2705 Katastraljochen. Sie gehörte zu dieser Zeit zum Bezirk Edelény im Komitat Borsod.

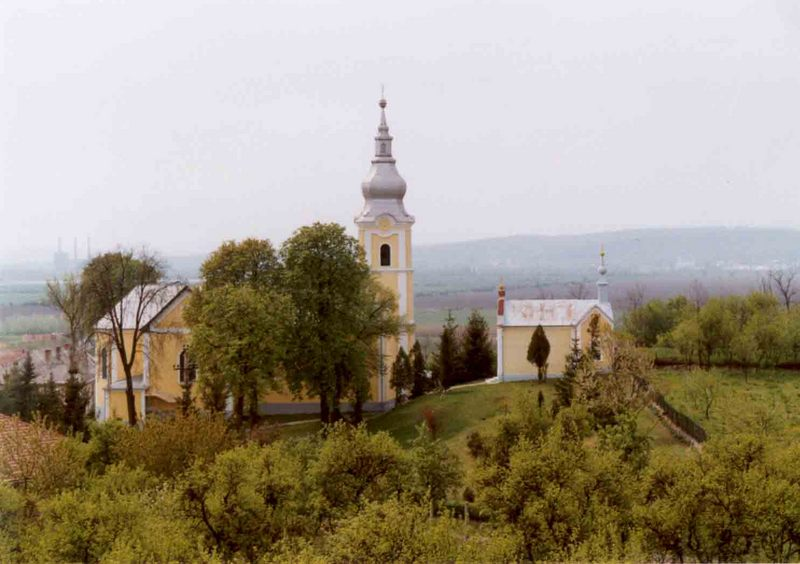
Griechisch-katholische Kirche Szent Péter és Pál apostolok
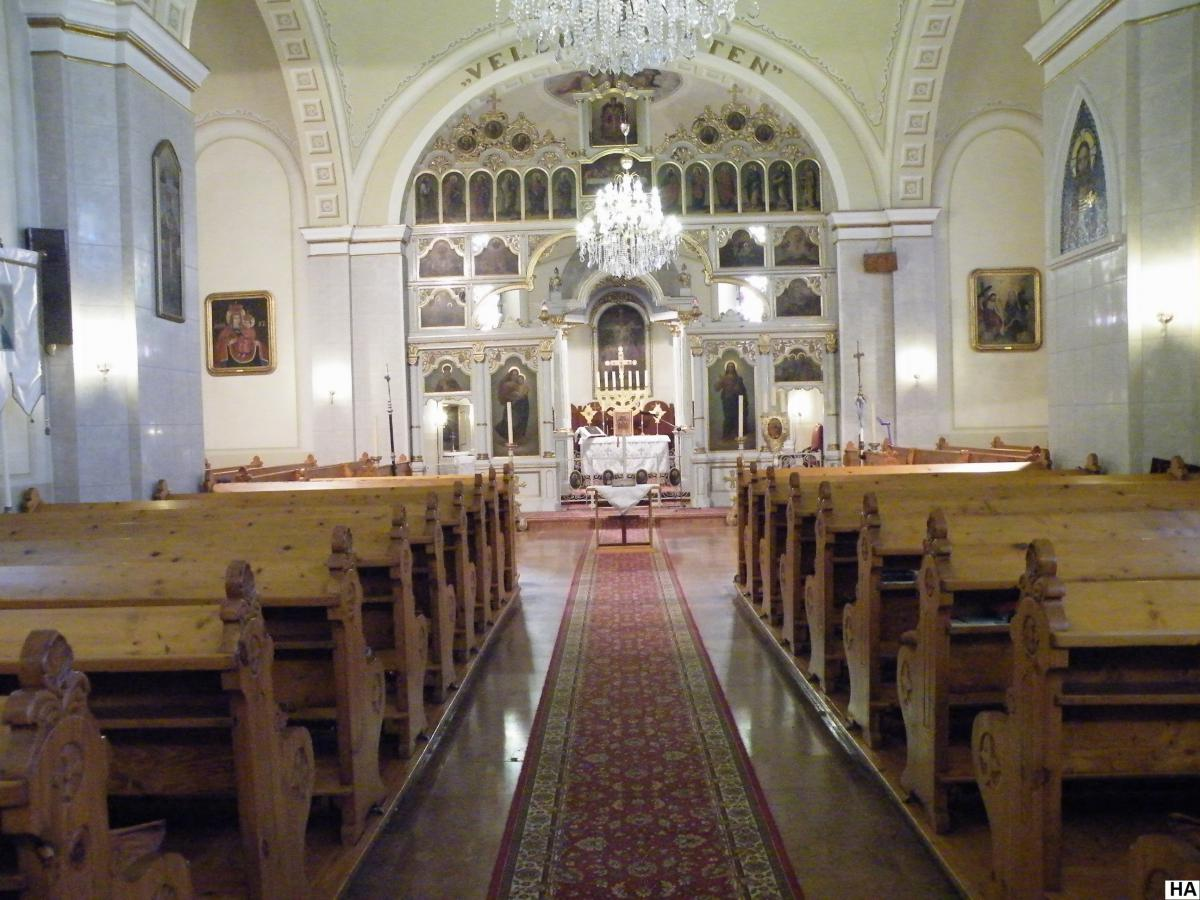
Innenraum der griechisch-katholischen Kirche